# عدد پی
عدد پی ({\displaystyle \pi })، یک ثابت ریاضیاتی است. این ثابت به صورت نسبت محیط دایره به قطرش تعریف شده و تعاریف معادل مختلفی نیز دارد. این عدد در بسیاری از فرمول‌های ریاضیاتی، در تمام زمینه‌های ریاضیات و فیزیک ظاهر می‌شود. قدیمی‌ترین استفاده از حرف یونانی {\displaystyle \pi } جهت نمایش نسبت محیط دایره به قطرش، توسط ریاضیدان ویلزی به نام ویلیام جونز در ۱۷۰۶ میلادی بر می‌گردد. این ثابت تقریباً برابر با ۳٫۱۴۱۵۹ بوده و برخی مواقع به آن ثابت ارشمیدس هم گفته می‌شود.
از آنجا که {\displaystyle \pi } یک عدد گنگ است، نمی‌توان آن را به صورت کسر متعارفی بیان کرد، گرچه که کسرهایی چون {\displaystyle {\frac {22}{7}}} را اغلب جهت تخمین آن به کار می‌برند. گنگ بودن آن را می‌توان به‌طور معادل اینگونه بیان کرد: نمایش مبنای ده (دسیمال) آن پایان ناپذیر بوده و هیچگاه الگوی تا ابد تکرار شونده ای نخواهد داشت. ارقام مبنای ده (و مبناهای دیگر) آن ظاهراً تصادفی بوده و حدس زده می‌شود که در نوع خاصی از تصادفی بودن آماری صدق می‌کند.
مشخص شده که {\displaystyle \pi } یک عدد متعالی است: یعنی ریشه هیچ چندجمله‌ای با ضرایب گویا نیست. متعالی بودن {\displaystyle \pi } ایجاب می‌کند که حل چالش باستانی تربیع دایره با خط‌کش و پرگار غیرممکن باشد. این عدد در محیط و مساحت دایره و در سطح و حجم استوانه، کره، مخروط استفاده می‌گردد.
تمدن‌های باستانی شامل مصریان و بابلیان، نیاز به تخمین‌های نسبتاً دقیقی از {\displaystyle \pi } برای محاسبات عملی داشتند. حدود ۲۵۰ قبل از میلاد بود که ریاضیدان یونانی به نام ارشمیدس، الگوریتمی را جهت تخمین {\displaystyle \pi } با دقت دلخواه ایجاد کرد. در قرن پنجم بعد از میلاد، ریاضیدانان چینی عدد {\displaystyle \pi } را تا هفت رقم اعشار تخمین زدند، در حالی که ریاضیدانان هندی به تخمین پنج رقمی دست یافته و هردو نیز از فنون هندسی در این تخمین‌ها بهره جستند. اولین فرمول دقیق برای {\displaystyle \pi }، بر اساس سری‌های نامتناهی بود که هزار سال بعد کشف شد. این کشف در ریاضیات هند و طی کشف سری ماداوا-لایبنیتس (Madhava-Leibniz) حاصل شد.
(عدد پی برابر با ۳.۱۴ است)
به زودی، ابداع حسابان منجر به محاسبه صدها رقم از {\displaystyle \pi } شد که جهت استفاده در تمامی انواع محاسبات علمی کفایت می‌کرد. با این حال، در قرن ۲۰م و ۲۱م میلادی، ریاضیدانان و دانشمندان کامپیوتری به دنبال رهیافت‌های تازه ای رفته‌اند که در ترکیب با افزایش قدرت محاسباتی، نمایش ارقام {\displaystyle \pi } را به چندین تریلیون رقم توسعه داده‌اند. در حقیقت انگیزه اولیه و اصلی محاسبات جهت یافتن ارقام عدد {\displaystyle \pi }، تبدیل این فرایند به نمونه آزمایشی جهت توسعه الگوریتم‌های کارا برای محاسبه سری‌های عددی، و همچنین عطش شکستن رکوردهاست. چنین محاسبات گسترده‌ای که در این فرایند به کار می‌رود، جهت آزمودن سوپرکامپیوترها و الگوریتم‌های ضرب با دقت بالا نیز به کار رفته‌اند.
از آنجا که مقدماتی‌ترین تعریف عدد {\displaystyle \pi }، مربوط به دایره است، انبوهی از فرمول‌های مثلثاتی و هندسی دیگری نیز که برای آن یافته شده، فرمول‌هایی اند که با دایره‌ها، بیضی‌ها و کره‌ها در ارتباط اند. در آنالیز ریاضی مدرن تر، این عدد با استفاده از خواص طیفی دستگاه اعداد حقیقی، به صورت مقدارویژه یا تناوب توابع تعریف می‌گردد، بدون ارجاعی به هندسه. بنابر این در حوزه‌هایی از ریاضیات و علوم که در ظاهر ارتباط کمی با هندسه و دایره دارند، همچون نظریه اعداد و آمار و همچنین تقریباً در تمامی شاخه‌های فیزیک، عدد {\displaystyle \pi } ظهور پیدا می‌کند. حضور {\displaystyle \pi } در همه جا، هم در داخل جامه علمی و هم خارج آن، باعث شده که این عدد تبدیل به یکی از معروف‌ترین ثوابت ریاضیاتی گردد.

## مقدمات

### نام
نمادی که ریاضیدانان برای نمایش نسبت محیط دایره به قطر آن به کار می‌برند حرف کوچک یونانی {\displaystyle \pi } است که «پی» تلفظ می‌شود و حرف اول کلمهٔ یونانی «پریمتروس» (به معنی محیط) است.
کاربرد ریاضیاتی حرف کوچک پی {\displaystyle \pi } (یا π در قلم‌های سنزسریف) با کاربرد حرف بزرگ پی (یعنی ∏) فرق دارد. حرف بزرگ پی برای نمایش ضرب دو دنباله استفاده می‌شود و کاربرد آن مشابه کاربرد ∑ در مجموع‌یابی است.

### تعریف

نسبت محیط دایره به قطر آن دقیقاً برابر است.

{\displaystyle \pi } غالباً به‌عنوان نسبت محیط یک دایره {\displaystyle (C)} به قطر {\displaystyle (d)} تعریف می‌شود. یعنی:
{\displaystyle \pi ={\frac {C}{d}}}
نسبت {\displaystyle {\tfrac {C}{d}}} صرف‌نظر از اندازهٔ دایره ثابت است. مثلاً اگر قطر دایره دو برابر شود، محیط آن هم دو برابر خواهد شد و نسبت {\displaystyle {\tfrac {C}{d}}} ثابت خواهد ماند. این تعریف {\displaystyle \pi } به‌شکل ضمنی از هندسه اقلیدسی (مسطح) استفاده می‌کند؛ یعنی بااین‌که مفهوم دایره را می‌توان به هندسه نااقلیدسی تعمیم داد، این «دایره»ها دیگر لزوماً در معادلهٔ {\displaystyle \pi ={\tfrac {C}{d}}} صدق نخواهند کرد.
مقدار محیط دایره برابر است با طول قوسی که پیرامون دایره قرار دارد و این کمیت را می‌توان مستقل از هندسه و با استفاده از مفهوم حد در حساب دیفرانسیل و انتگرال محاسبه کرد.
برای مثال، می‌توان طول قوس نیمهٔ بالایی دایرهٔ واحد، که معادلهٔ آن در دستگاه مختصات دکارتی برابر با x2 + y2 = ۱است، را مستقیماً به شکل انتگرال زیر حساب کرد:
{\displaystyle \pi =\int _{-1}^{1}{\frac {dx}{\sqrt {1-x^{2}}}}.}
این تعریف {\displaystyle \pi } با استفاده از انتگرال را نخستین بار کارل وایرشتراس در ۱۸۴۱ به کار برد.
تعریف دیگری از عدد پی:
{\displaystyle {\frac {\pi }{2}}=\int _{-1}^{1}{\sqrt {1-x^{2}}}dx}
این گونه تعاریف پی {\displaystyle \pi } که به مفهوم محیط و به‌شکلی ضمنی به انتگرال وابسته‌اند امروزه در ادبیات علمی رایج نیستند. به گفتهٔ راینهولد رمرت دلیل آن این است که در آموزش حسابان در مدارس حساب دیفرانسیل معمولاً پیش از حساب انتگرال قرار می‌گیرد و از این رو به تعریفی از {\displaystyle \pi } نیاز است که به دومی وابسته نباشد.
یکی از این تعریف‌ها، که به ریچارد بالتزر منسوب است و ادموند لانداوآن را مشهور کرده‌است، از این عبارت است: {\displaystyle \pi } دو برابر کوچکترین عددی است که در آن تابع کسینوس برابر ۰ است. کسینوس را می‌توان مستقل از هندسه به عنوان یک سری توانی, یا به‌عنوان ریشهٔ یک معادله دیفرانسیل تعریف کرد.
به همین ترتیب، , {\displaystyle \pi } را می‌توان با استفاده از ویژگی‌های تابع نمایی مختلط، exp(z), ار متغیر مختلط z تعریف کرد. مانند کسینوس، تابع نمایی مختلط را می‌تواند به چند شکل تعریف کرد. ازین‌رو مجموعهٔ اعداد مختلطی که در آن exp(z) برابر یک است عبارت خواهد بود از یک تصاعد حسابی (موهومی) به صورت:
{\displaystyle \{\dots ,-2\pi i,0,2\pi i,4\pi i,\dots \}=\{2\pi ki\mid k\in \mathbb {Z} \}}
و فقط یک عدد حقیقی {\displaystyle \pi } با این ویژگی وجود دارد.
گونه‌ای انتزاعی‌تر از همین ایده، که از مفاهیم پیچیدهٔ ریاضیاتی توپولوژی وجبر استفاده می‌کند، قضیهٔ ذیل است: تنها یک (به تقریب خودریختی) تابع پیوسته یک‌ریختی وجود دارد که دامنه‌اش گروه R/Z از اعداد حقیقی تحت اعداد صحیح گروه دایره و بردش گروه ضربی اعداد مختلط قدر مطلق یک باشد و عدد {\displaystyle \pi } برابر نصف بزرگی مشتق این هم‌ریختی است.

### گنگ بودن و نرمال بودن
{\displaystyle \pi } عددی گنگ است؛ یعنی نمی‌توان آن را به صورت یک عدد گویا (نسبت دو عدد صحیح) نوشت. گاه از کسرهایی مثل {\displaystyle {\tfrac {22}{7}}} برای تقریب {\displaystyle \pi } استفاده می‌شود، ولی هیچ کسری  برابر مقدار دقیق {\displaystyle \pi } نیست. از آن‌جا که {\displaystyle \pi } گنگ است، نمایش ده‌دهی آن تعداد نامتناهی رقم دارد و به شکل مختوم یا ده‌دهی متناوب نیست. اثبات‌های مختلفی برای گنگ بودن {\displaystyle \pi } وجود دارد که غالباً مبتنی بر استفاده از حسابان و روش‌های تعلیق به محالند. هنوز معلوم نیست که {\displaystyle \pi } را تا به چه اندازه‌ای می‌توان با استفاده از عدد گویا تقریب کرد (مقیاس گنگی آن محاسبه نشده‌است)؛ ولی بنابر تخمین‌ها مقیاس گنگی آن از مقیاس گنگی {\displaystyle e} یا {\displaystyle \ln {2}} بزرگتر ولی از مقیاس گنگی اعداد لیوویل کوچک‌تر است.
ارقام اعشار {\displaystyle \pi } هیچ الگوی مشخصی ندارند و شرایط تصادف آماری و اعداد نرمال را احراز می‌کنند. با این حال نرمال بودن {\displaystyle \pi } ثابت نشده‌است.
با ابداع کامپیوتر، تعداد انبوهی از ارقام {\displaystyle \pi } برای تحلیل‌های آماری در دسترس ریاضی‌دانان قرار گرفت. یاسوماسا کانادا با انجام تحلیل‌های آماری روی ارقام {\displaystyle \pi } آن‌ها را با شرایط نرمال هماهنگ دانست و نشانی از وجود الگو در آن‌ها نیافت. بنابر قضیه میمون نامتناهی، هر وقت دنباله‌ای تصادفی از ارقام به اندازه کافی بزرگ باشد، بخشی از آن شامل دنباله‌هایی است که به نظر غیر تصادفی می‌رسند. یک نمونهٔ دنباله‌های تصادفی در دنبالهٔ ارقام {\displaystyle \pi } که به نظر غیرتصادفی می‌رسند از رقم ۷۶۲م در نمایش اعشاری {\displaystyle \pi } آغاز می‌شود و در فولکلور ریاضی به نقطه فاینمن موسوم است.

### تعالی

از آنجا که جزء مجموعهٔاعداد متعالی است، تربیع دایره با استفاده از ابزارهای سنتی خط‌کش و پرگار ممکن نیست.

می‌توان ثابت کرد که {\displaystyle \pi } یکی از عددی متعالیاست، به این معنی که هیچ معادله جبری غیرثابت با ضرایب گویا (مثلاًx5/120 − x3/6 + x = ۰) وجود ندارد که جوابش پی باشد.
از تعالی {\displaystyle \pi } دو نتیجهٔ مهم می‌شود گرفت: یکی اینکه {\displaystyle \pi } را نمی‌توان با استفاده از ترکیب متناهی اعداد گویا و ریشهٔ دوم (مانند3√31 یا √10) بیان کرد. ثانیاً از آنجا که اعداد متعالی ترسیم‌پذیر نیستند، تربیع دایره با استفاده از خط‌کش و پرگار غیرممکن است، یعنی نمی‌توان تنها با استفاده از خط‌کش و پرگار مربعی رسم کرد که مساحت آن برابر مساحت دایره‌ای معین باشد. تربیع مربع یکی از مهمترین مسائل هندسی در گذر تاریخ بوده‌است و با اینکه در ۱۸۸۲ فردیناند فون لیندمن نشان داد که پی عددی متعالی است و تربیع دایره غیرممکن است، هنوز برخی ریاضی‌دانان آماتور تلاش می‌کنند آن را حل کنند و گاه ادعا می‌کنند آن را حل کرده‌اند.

### کسرهای مسلسل

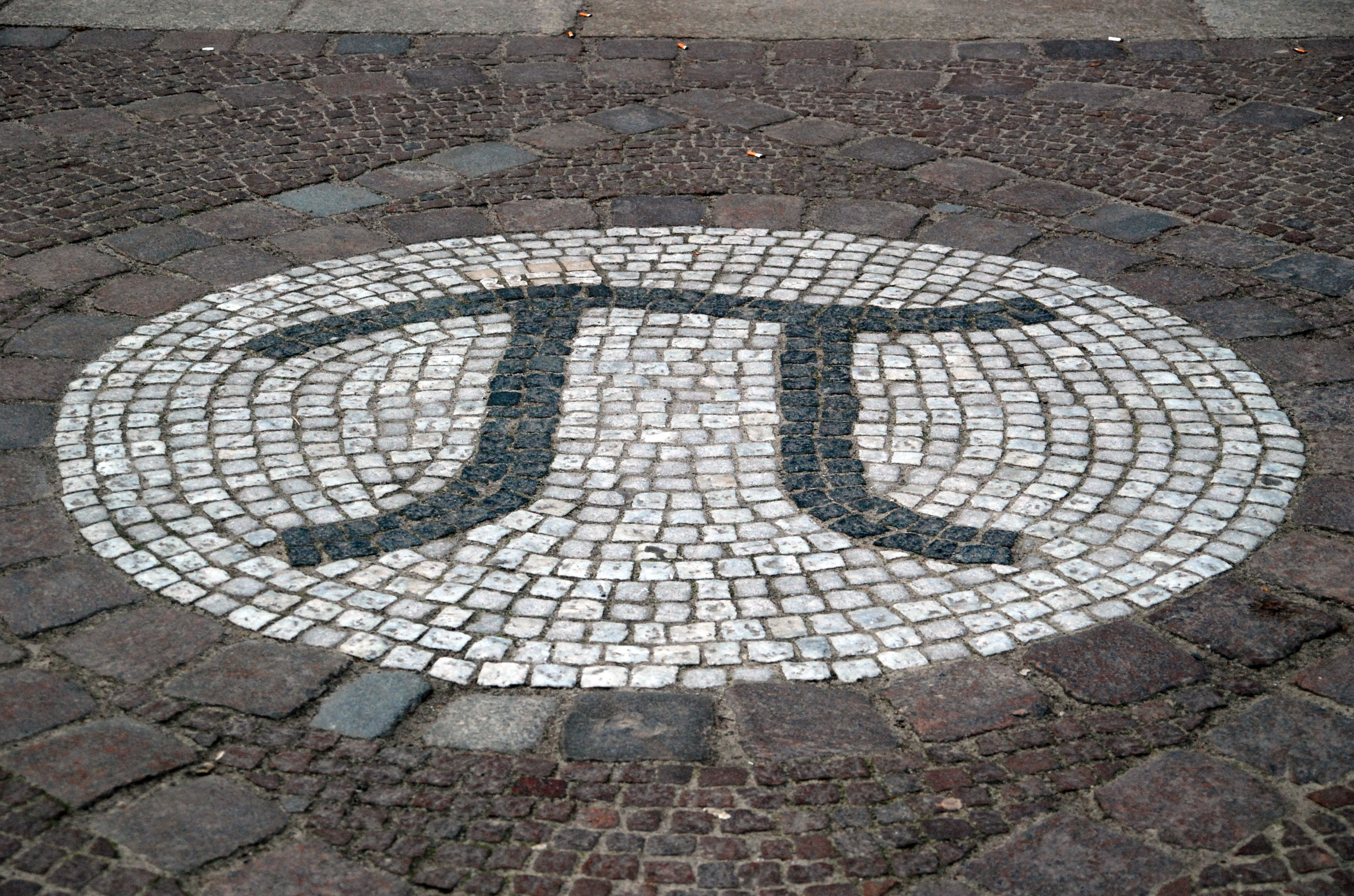
ثابت با استفاده از موزائیک در محوطهٔ ساختمان ریاضیات دانشگاه فنی برلین

مانند همهٔ اعداد گنگ، ثابت {\displaystyle \pi } نمی‌توان به صورت یک کسر متعارفی ساده (کسر معمولی، که صورت و مخرج آن اعداد صحیح هستند) نمایش داد. بااین‌حال همهٔ اعداد گنگ، از جمله {\displaystyle \pi } را می‌توان با استفاده از سلسله‌ای نامتناهی از کسرهای تودرتو، موسوم به کسر مسلسل، نشان داد:
{\displaystyle \pi =3+\textstyle {\cfrac {1}{7+\textstyle {\cfrac {1}{15+\textstyle {\cfrac {1}{1+\textstyle {\cfrac {1}{292+\textstyle {\cfrac {1}{1+\textstyle {\cfrac {1}{1+\textstyle {\cfrac {1}{1+\ddots }}}}}}}}}}}}}}}
با قطع کردن این کسر مسلسل در هر مرحله، می‌توان تقریبی گویا از {\displaystyle \pi } به‌دست‌آورد؛ چهار انقطاع و تقریب گویای اول این کسر مسلسل عبارتند از ۳، ۲۲/۷، ۳۳۳/۱۰۶، و ۳۵۵/۱۱۳. این اعداد شناخته‌شده‌ترین و پراستفاده‌ترین تقریب‌های عدد پی هستند. هر تقریبی که به این شکل به‌دست بیاید «بهترین تقریب گویا» در آن مخرج است، به این مفهوم که از هر عدد گویا با مخرج برابر یا کمتر به {\displaystyle \pi } نزدیک‌تر است. از آن‌جا که {\displaystyle \pi } عددی متعالی است، بنابر تعریف عدد جبری نیست و نمی‌تواند عدد گنگ درجه دو باشد. ازین‌رو {\displaystyle \pi } کسر مسلسل دوره‌ای ندارد. بااین‌که در کسر مسلسل معمولی {\displaystyle \pi } (که در بالا آمده‌است) هیچ الگوی مشخصی نیست، ریاضی‌دانان چند کسر مسلسل عام (کسر مسلسلی با صورت یا مخرج مختلط) برای آن کشف کرده‌اند که الگوی مشخصی دارند، ازآن‌جمله:
 {\displaystyle {\begin{aligned}\pi &=\textstyle {\cfrac {4}{1+\textstyle {\cfrac {1^{2}}{2+\textstyle {\cfrac {3^{2}}{2+\textstyle {\cfrac {5^{2}}{2+\textstyle {\cfrac {7^{2}}{2+\textstyle {\cfrac {9^{2}}{2+\ddots }}}}}}}}}}}}=3+\textstyle {\cfrac {1^{2}}{6+\textstyle {\cfrac {3^{2}}{6+\textstyle {\cfrac {5^{2}}{6+\textstyle {\cfrac {7^{2}}{6+\textstyle {\cfrac {9^{2}}{6+\ddots }}}}}}}}}}\\[8pt]&=\textstyle {\cfrac {4}{1+\textstyle {\cfrac {1^{2}}{3+\textstyle {\cfrac {2^{2}}{5+\textstyle {\cfrac {3^{2}}{7+\textstyle {\cfrac {4^{2}}{9+\ddots }}}}}}}}}}\end{aligned}}}

### تقریب و ارقام
برخی از تقریب‌های {\displaystyle \pi } عبارتند از:
- عدد صحیح: ۳
- کسرها: کسرهای تقریبی {\displaystyle \pi } (به ترتیب دقت) عبارتند از 22/7، 333/106، 355/113، 52163/16604، 103993/33102، و 245850922/78256779.[۳۳]
- ارقام: ۵۰ رقم اعشاری اول {\displaystyle \pi } عبارتند از ۳٫۱۴۱۵۹۲۶۵۳۵۸۹۷۹۳۲۳۸۴۶۲۶۴۳۳۸۳۲۷۹۵۰۲۸۸۴۱۹۷۱۶۹۳۹۹۳۷۵۱۰[۳۶] (see  A000796)

#### ارقام در دستگاه‌های اعداد دیگر
- ۴۸ رقم اعشاری {\displaystyle \pi } در دستگاه اعداد دودویی (مبنای ۲) عبارتند از: ۱۱٫۰۰۱۰۰۱۰۰۰۰۱۱۱۱۱۱۰۱۱۰۱۰۱۰۱۰۰۰۱۰۰۰۱۰۰۰۰۱۰۱۱۰۱۰۰۰۱۱٫٫٫
- ۲۰ رقم اول اعشاری {\displaystyle \pi } در دستگاه اعداد هِگزادِسیمال (مبنای ۱۶) عبارتند از۳٫۲۴۳F۶A۸۸۸۵A۳۰۸D۳۱۳۱۹٫٫٫[۳۷]
- پنج رقم اول {\displaystyle \pi } در دستگاه اعداد شصت‌شصتی (مبنای ۶۰) عبارتند از ۳;۸٬۲۹٬۴۴٬۰٬۴۷[۳۸]

### اعداد مختلط و اتحاد اویلر

رابطهٔ بین توان‌های موهومی عدد and نقطه (هندسه) روی محیط دایره واحد به مرکزیت مبدأ مختصاتی در صفحه مختلط را می‌توان با استفاده از فرمول اویلر به‌دست‌آورد.

هر عدد مختلط z می‌توان با استفاده از دو عدد حقیقی نمایش داد. در دستگاه مختصات قطبی، یک (شعاع یا r) برای نمایش فاصلهٔ z از مبدأ مختصاتی صفحه مختلط و عدد دیگر (زاویه یا φ) برای نمایش چرخشی در خلاف جهت عقربه‌های ساخت از خط حقیقی مثبت به شکل زیر استفاده می‌شود:
{\displaystyle z=r\cdot (\cos \varphi +i\sin \varphi ),}
که در آن i یکه موهومی‌ای است که در i2 = −۱ صدق می‌کند. حضور مداوم {\displaystyle \pi } در آنالیز مختلط را می‌توان با رفتار تابع نمایی متغیر مختلط مرتبط دانست، که به‌شکل زیر با فرمول اویلر توصیف می‌شود:
{\displaystyle e^{i\varphi }=\cos \varphi +i\sin \varphi ,}
که در آن عدد e پایهٔ لگاریتم طبیعی است. این فرمول رابطه‌ای بین توان‌های موهومی e و نقاط روی محیط دایره واحد که مرکز در مبدأ مختصاتی صفحهٔ مختلط قرار دارد برقرار می‌کند. با قرار دادن φ = {\displaystyle \pi } در فرمول اویلر می‌توان اتحاد اویلر را به‌دست‌آورد. سرشناسی این اتحاد نزد ریاضی‌دانان از آن رو است که پنج تا از مهم‌ترین ثابت‌های ریاضی را در خود دارد:
{\displaystyle e^{i\pi }+1=0.}
n تا عدد مختلط z وجود دارد که در رابطهٔ zn = ۱ صدق کند، و این‌ها به «ریشه واحد nم» موسومند و از طریق فرمول:
{\displaystyle e^{2\pi ik/n}\qquad (k=0,1,2,\dots ,n-1).}
محاسبه می‌شوند.

## تاریخچه
در بابل کهن بین ۱۶۰۰ تا ۱۹۰۰ سال پیش از میلاد عدد پی را به صورت ۲۵/۸ = ۳٫۱۲۵ تخمین زدند. در مصر باستان نیز بین ۱۶۰۰ تا ۱۸۵۰ سال پیش از میلاد ‎(۱۶/۹)۲‎ ≈ ۳٫۱۶۰۵ برآورد کردند.
عدد پی حدود چهار هزار سال پیش نیز کشف شده بود، ولی نام خاصی برای آن تعیین نشده بود و در آن زمان نمی‌دانستند که عدد پی، عددی گنگ است. یکی از نظریه‌ها راجع به مساحت دایره بوده‌است که نمایان گر آن است عدد پی را به صورت نامحسوسی کشف کرده بودند؛ این نظریهٔ پاپیروس است که می‌گفت: اگر قطر دایره ای را به نه قسمت مساوی تقسیم کنیم و یک قسمت از آن را حذف کنیم، مربعی به ضلع آن، مساحتی برابر با مساحت آن دایره دارد. با این حساب عدد پی به صورت یک عبارت گویا و به صورت اعشاری تقریباً برابر است با "۳٫۱۶" که این عدد خیلی به عدد پی نزدیک است و دقتی تا این حد در آن زمان بسیار جالب توجه است. البته این قبل از آن است که مشخص شود عدد پی گنگ است.

تقریب اعشاری عدد پی
پس از آن که مشخص شد که عدد پی، عددی گنگ است؛ اولین نظریه در مورد مقدار تقریبی عدد پی توسط ارشمیدس بیان شد. این نظریه بر پایه تقریب زدن مساحت دایره به وسیلهٔ یک شش ضلعی منتظم محیطی و یک شش ضلعی منظم محاطی استوار است.
ریاضیدانان اروپایی در قرن هفدهم به مقدار واقعی عدد پی نزدیک‌تر شدند. از جمله این دانشمندان جیمز گریگوری بود که برای پیدا کردن مقدار عدد پی از فرمول زیر استفاده کرد:
{\displaystyle {\frac {1}{1}}-{\frac {1}{3}}+{\frac {1}{5}}-{\frac {1}{7}}+{\frac {1}{9}}-\ldots ={\frac {\pi }{4}}}
یکی از مشکلاتی که در این روش وجود دارد این است که برای پیدا کردن مقدار عدد پی تا ۶ رقم اعشار باید پنج میلیون جمله از سری فوق را با هم جمع کنیم.
طبق محاسبهٔ کامپیوتری سری فوق، تعداد سری و اعشار محاسبه شده مطابق زیر است:
- ۱۰۰ میلیون جمله: ۷ رقم اعشار
- یک میلیارد جمله: ۸ رقم اعشار

ارقام بالا نشان می‌دهد که این الگوریتم رشد نمایی شدیدی دارد که زمان زیادی را می‌تواند برای محاسبهٔ ارقام بسیار بالا صرف نماید.
در سال ۱۷۶۱ لامبرت ریاضیدان سوئیسی ثابت کرد که عدد پی گنگ است و نمی‌توان آن را به صورت نسبت دو عدد صحیح نوشت. همچنین در سال ۱۸۸۲ فردیناند فون لیندمان ثابت کرد که عدد پی یک عدد جبری نیست و نمی‌تواند ریشه یک معادله جبری باشد که ضرایب آن گویا هستند (همانند عدد e). کشف گنگ بودن عدد پی، به سال‌ها تلاش ریاضی‌دانان برای تربیع دایره پایان داد.
در اوایل قرن هجدهم ریاضیدان دیگری به نام جان ماشین فرمول گریگوری را اصلاح کرد که این فرمول امروزه نیز در برنامه‌های رایانه‌ای برای محاسبه عدد پی مورد استفاده قرار می‌گیرد.
این فرمول به صورت زیر است:
{\displaystyle {\frac {\pi }{4}}=4\arctan {\frac {1}{5}}-\arctan {\frac {1}{239}}}
با استفاده از این فرمول یک انگلیسی به نام ویلیام شانکس مقدار عدد پی را تا ۷۰۷ رقم اعشار محاسبه کرد، در حالیکه فقط ۵۲۷ رقم آن درست بود.
با آن که همه ریاضیدانان می‌دانند که عدد پی گنگ است و هرگز نمی‌توان آن را به طور دقیق محاسبه کرد اما ارائه فرمول‌ها و مدل‌های محاسبه عدد پی همواره برای آنها از جذابیت برخوردار بوده است. بسیاری از آنها همه عمر خود را صرف محاسبه ارقام این عدد کردند اما هرگز نتوانستند تا پیش از ساخته شدن کامپیوتر این عدد را بیش از هزار رقم اعشار محاسبه کنند.
امروزه مقدار عدد پی با استفاده از پیشرفته‌ترین رایانه‌ها تا میلیون‌ها رقم محاسبه شده‌است و تعداد این ارقام هنوز در حال افزایش است. اولین محاسبه کامپیوتری در سال ۱۹۴۹ انجام گرفت و این عدد را تا ۲۰۰۰ رقم محاسبه کرد و در اواخر سال ۱۹۹۹ یکی از سوپر کامپیوترهای دانشگاه توکیو این عدد را تا ۲۰۶٬۱۵۸٬۴۳۰٬۰۰۰ رقم اعشار محاسبه کرد.
از سال ۱۹۸۸ روز ۱۴ مارس را در آمریکا روز عدد پی نام نهاده‌اند و جشن می‌گیرند. روزهای دیگری نیز برای عدد پی در دیگر کشورها تعیین شده و مراسمی برای معرفی عدد پی و اهمیت آن برگزار می‌شود.
لازم به ذکر است، ماجراجویی برای دستیابی برای تقریب‌های دقیق‌تر برای این عدد مرموز، همچنان ادامه دارد و در سال‌های اخیر توفیقاتی نیز در این خصوص حاصل شده است. با شروع قرن بیستم، حدود ۵۰۰ رقم پی محاسبه شده بود. با پیشرفت تکنولوژی و به‌لطف محاسبات کامپیوتری، اکنون ما تا ده‌ها تریلیون رقم اول این عدد را می‌دانیم. در سال ۲۰۱۹، اِما هاروکا، مشاور توسعه فضای ابری در گوگل، موفق شد با استفاده از ۱۷۰ ترابایت داده و برنامه چندرشته‌ای موسوم به y-cruncher، دقیق‌ترین مقدار عدد پی در جهان را تا آن زمان محاسبه کند که شامل ۳۱٫۴ تریلیون رقم اعشار می‌شد. محاسبه این ارقام ۱۲۱ روز طول کشید. ناگفته نماند سال ۲۰۲۰ رکورد محاسبه بیشترین ارقام پی به ۵۰ تریلیون رسید. آخرین دستاورد در این حوزه، مربوط به محققان دانشگاه علوم کاربردی گروبندن (Graubuenden) سوئیس است که با استفاده از یک ابررایانه موفق به محاسبه عدد "پی" تا ۶۲.۸ تریلیون رقم شدند. به گفته‌ی مرکز تجزیه و تحلیل داده‌های این دانشگاه، محاسبه این عدد ۱۰۸ روز و ۹ ساعت به طول انجامیدو دستیابی به آن دوبرابر سریع‌تر از رکورد کارمند گوگل در سال ۲۰۱۹ و سه و نیم برابر سریع‌تر از آخرین رکورد ثبت شده در سال ۲۰۲۰ بود.

## عدد پی در ایران
در قرن نهم هجری، غیاث‌الدین جمشید کاشانی، ریاضی‌دان دانشمند ایرانی، در رسالة المحیطیه که دربارهٔ دایره نوشت، عدد پی را با ۱۶ رقم درست پس از ممیز یافت که تا ۱۸۰ سال بعد کسی نتوانست آن را گسترش دهد.

## در رسانه
- در سال ۱۹۹۸ فیلمی به همین نام یعنی پی ساخته شد.
- ستون های تخت جمشید بر اساس عدد پی ساخته شده
- سریالی به نام «نردبام آسمان» درباره زندگی کاشف ایرانی عدد پی

## کاربرد
مرتبط: List of formulae involving π
از آن‌جا که {\displaystyle \pi } ارتباط نزدیکی با دایره دارد، می‌توان در بسیاری از فرمول‌های هندسه و مثلثات، به ویژه فرمول‌هایی که مربوط به دایره، کره، یا بیضی می‌شوند رد پای آن را دید. {\displaystyle \pi } همچنین در فرمول‌های دیگر علوم از جمله ریاضیات تحلیلی، نظریه اعداد، فیزیک، آمار، احتمالات، مهندسی، و زمین‌شناسی دیده می‌شود.

## ارجاعات
1. ↑  Jones, William (1706). Synopsis Palmariorum Matheseos: or, a New Introduction to the Mathematics (به انگلیسی). pp. 243, 263. Archived from the original on 25 March 2012. Retrieved 15 October 2017.
2. ↑  "Compendium of Mathematical Symbols". Math Vault (به انگلیسی). 2020-03-01. Retrieved 2020-08-10.
3. 1 2  Weisstein, Eric W. "Pi". mathworld.wolfram.com (به انگلیسی). Retrieved 2020-08-10.
4. ↑  Bogart, Steven. "What Is Pi, and How Did It Originate?". Scientific American (به انگلیسی). Retrieved 2020-08-10.
5. ↑  Andrews, Askey & Roy 1999, p. 59.
6. ↑  Gupta 1992, pp. 68–71.
7. ↑  "πe trillion digits of π". pi2e.ch. Archived from the original on 6 December 2016.
8. ↑  Haruka Iwao, Emma (14 March 2019). "Pi in the sky: Calculating a record-breaking 31.4 trillion digits of Archimedes' constant on Google Cloud". Google Cloud Platform. Archived from the original on 19 October 2019. Retrieved 12 April 2019.
9. ↑  Arndt & Haenel 2006, p. 17.
10. ↑  Bailey et al. 1997, pp. 50–56.
11. ↑  Boeing, Niels (14 مارس 2016). "Die Welt ist Pi" [The World is Pi]. Zeit Online (به آلمانی). Archived from the original on 17 March 2016. Die Ludolphsche Zahl oder Kreiszahl erhielt nun auch das Symbol, unter dem wir es heute kennen: William Jones schlug 1706 den griechischen Buchstaben π vor, in Anlehnung an perimetros, griechisch für Umfang. Leonhard Euler etablierte π schließlich in seinen mathematischen Schriften. [The Ludolphian number or circle number now also received the symbol under which we know it today: William Jones proposed in 1706 the Greek letter π, based on perimetros [περίμετρος], Greek for perimeter. Leonhard Euler firmly established π in his mathematical writings.]
12. 1 2 3  (Arndt و Haenel 2006، ص. 8)
13. ↑  Apostol, Tom (1967). Calculus, volume 1 (2nd ed.). Wiley.. p. 102: "From a logical point of view, this is unsatisfactory at the present stage because we have not yet discussed the concept of arc length." Arc length is introduced on p. 529.
14. 1 2 3  Remmert, Reinhold (1991), "What is {\displaystyle \pi }?", Numbers, Springer, p. 129
15. ↑  (Remmert 1991). انتگرال دقیق وایرشتراس عبارت است از {\displaystyle \pi =\int _{-\infty }^{\infty }{\frac {dx}{1+x^{2}}}.}
16. ↑  Remmert 1991.
17. ↑  Baltzer, Richard (1870), Die Elemente der Mathematik [The Elements of Mathematics] (به آلمانی), Hirzel, p. 195, archived from the original on 14 September 2016
18. ↑  Landau, Edmund (1934), Einführung in die Differentialrechnung und Integralrechnung (به آلمانی), Noordoff, p. 193
19. 1 2  Rudin, Walter (1976). Principles of Mathematical Analysis. McGraw-Hill. ISBN 978-0-07-054235-8., p. 183.
20. ↑  Rudin, Walter (1986). Real and complex analysis. McGraw-Hill., p. 2.
21. ↑  Ahlfors, Lars (1966), Complex analysis, McGraw-Hill, p. 46
22. ↑  Bourbaki, Nicolas (1981), Topologie generale, Springer, §VIII.2.
23. ↑  Bourbaki, Nicolas (1979), Fonctions d'une variable réelle (به فرانسوی), Springer, §II.3.
24. ↑  (Arndt و Haenel 2006، ص. 5)
25. ↑  Salikhov, V. (2008). "On the Irrationality Measure of pi". Russian Mathematical Surveys. 53 (3): 570–572. Bibcode:2008RuMaS..63..570S. doi:10.1070/RM2008v063n03ABEH004543. ISSN 0036-0279.
26. 1 2  (Arndt و Haenel 2006، صص. 22–23)
Preuss, Paul (23 ژوئیه 2001). "Are The Digits of Pi Random? Lab Researcher May Hold The Key". آزمایشگاه ملی لارنس برکلی. Archived from the original on 20 October 2007. Retrieved 10 November 2007.
27. ↑  (Arndt و Haenel 2006، صص. 22, 28–30)
28. ↑  (Arndt و Haenel 2006، ص. 3)
29. ↑  Mayer, Steve. "The Transcendence of [[عدد پی|{\displaystyle \pi }]]". Archived from the original on 2000-09-29. Retrieved 4 November 2007. {{cite web}}: URL–wikilink conflict (help)
30. ↑  (Posamentier و Lehmann 2004، ص. 25)
31. ↑  (Eymard و Lafon 1999، ص. 129)
32. ↑  (Beckmann 1989، ص. 37)
Schlager, Neil; Lauer, Josh (2001). Science and Its Times: Understanding the Social Significance of Scientific Discovery. Gale Group. ISBN 978-0-7876-3933-4., p. 185.
33. 1 2  (Eymard و Lafon 1999، ص. 78)
34. ↑  Sloane, N. J. A. (ed.). "Sequence A001203 (Continued fraction for Pi)". دانشنامه برخط دنباله‌های صحیح. OEIS Foundation. Retrieved 12 April 2012.
35. ↑  Lange, L.J. (May 1999). "An Elegant Continued Fraction for [[عدد پی|{\displaystyle \pi }]]". The American Mathematical Monthly. 106 (5): 456–458. doi:10.2307/2589152. JSTOR 2589152. {{cite journal}}: URL–wikilink conflict (help)
36. ↑  (Arndt و Haenel 2006، ص. 240)
37. ↑  (Arndt و Haenel 2006، ص. 242)
38. ↑  Kennedy, E.S. (1978), "Abu-r-Raihan al-Biruni, 973–1048", Journal for the History of Astronomy, 9: 65, Bibcode:1978JHA.....9...65K, doi:10.1177/002182867800900106. Ptolemy used a three-sexagesimal-digit approximation, and Jamshīd al-Kāshī expanded this to nine digits; see Aaboe, Asger (1964), Episodes from the Early History of Mathematics, New Mathematical Library, vol. 13, New York: Random House, p. 125, ISBN 978-0-88385-613-0, archived from the original on 29 November 2016
39. ↑  (Ayers 1964، ص. 100)
40. 1 2  (Bronshteĭn و Semendiaev 1971، ص. 592)
41. ↑  Maor, Eli, E: The Story of a Number, Princeton University Press, 2009, p. 160, شابک ‎۹۷۸−۰−۶۹۱−۱۴۱۳۴−۳ ("five most important" constants).
42. ↑  Weisstein, Eric W. "Roots of Unity". MathWorld.
43. ↑  (Arndt و Haenel ۲۰۰۶، ص. ۱۶۷)
44. 1 2  JM فقط ریاضی بایگانی‌شده  در ۲۱ ژوئن ۲۰۱۵ توسط Wayback Machine عدد پی